# Судіць (Гересень, Бузеу)
Судіць, Судіці (рум. Sudiți) — село у повіті Бузеу в Румунії. Входить до складу комуни Гересень.
Село розташоване на відстані 86 км на північний схід від Бухареста, 13 км на південь від Бузеу, 105 км на південний захід від Галаца, 117 км на південний схід від Брашова.

## Населення
За даними перепису населення 2002 року у селі проживали 623 особи, з них 621 особа (99,7%) румунів. Рідною мовою 621 особа (99,7%) назвала румунську.